# カタラン予想
カタラン予想（カタランよそう、英: Catalan's conjecture）とは、1844年にベルギー人の数学者・ウジェーヌ・シャルル・カタランが提示した予想である。2002年にプレダ・ミハイレスクによりその完全な証明が行われた。2005年に、自身で証明を簡素化した。

## 予想の内容
次の不定方程式について、
xa − yb = 1
x, a, y, b > 1
上記を満たす自然数解の組み合わせは
x = 3, a = 2, y = 2, b = 3
だけであるというものである。

## 歴史
この問題の歴史は、少なくともゲルソニデスにまでさかのぼる。ゲルソニデスは1343年に、この予想の特殊なケースとして (x, y) が (2, 3) または (3, 2) の場合を証明した。1850年にヴィクトル・アメデ・レベスグが b =2 の場合を扱ったのが、カタランが予想を立ててから最初の重要な進歩であった。
1976年、 ロバート・タイデマンは超越数論のベイカーの方法を適用して a, b の境界を定め、 x, y を a, b で制限する既存の結果を用いて、 x, y, a, b の有効な上限を与えた。ミシェル・ランゲビンはこの上限を {\displaystyle \exp \exp \exp \exp 730\approx 10^{10^{10^{10^{317}}}}} と計算した。これにより、有限の数の場合を除いてカタラン予想が解決された。それにもかかわらず、定理を証明するために必要な有限の計算は、時間がかかりすぎるものであった。
カタラン予想は、2002年4月にプレダ・ミハイレスクによって証明され、2004年の Journal für die reine  und angewandte Mathematik に掲載された。この証明は円分体とガロワ加群の理論を多用している。証明の解説は、セミネール・ブルバキのユーリ・ビルが行っている。2005年、ミハレスクは簡略化された証明を公開した。

## 一般化
すべての自然数 n に対して、差が n となる累乗数のペアは有限にしか存在しないと考えられている。以下のリストで、 n ≤ 64 に対する1018未満の累乗数について全ての解を示す（A076427）。最小解（ > 0）はA103953 を参照せよ。
| n  | 解の個数 | k と k + n がいずれも累乗数となる数 k       |    | n | 解の個数                        | k と k + n がいずれも累乗数となる数 k |
| 1  | 1        | 8                                           | 33 | 2 | 16, 256                         |                                       |
| 2  | 1        | 25                                          | 34 | 0 | none                            |                                       |
| 3  | 2        | 1, 125                                      | 35 | 3 | 1, 289, 1296                    |                                       |
| 4  | 3        | 4, 32, 121                                  | 36 | 2 | 64, 1728                        |                                       |
| 5  | 2        | 4, 27                                       | 37 | 3 | 27, 324, 14348907               |                                       |
| 6  | 0        | none                                        | 38 | 1 | 1331                            |                                       |
| 7  | 5        | 1, 9, 25, 121, 32761                        | 39 | 4 | 25, 361, 961, 10609             |                                       |
| 8  | 3        | 1, 8, 97336                                 | 40 | 4 | 9, 81, 216, 2704                |                                       |
| 9  | 4        | 16, 27, 216, 64000                          | 41 | 3 | 8, 128, 400                     |                                       |
| 10 | 1        | 2187                                        | 42 | 0 | none                            |                                       |
| 11 | 4        | 16, 25, 3125, 3364                          | 43 | 1 | 441                             |                                       |
| 12 | 2        | 4, 2197                                     | 44 | 3 | 81, 100, 125                    |                                       |
| 13 | 3        | 36, 243, 4900                               | 45 | 4 | 4, 36, 484, 9216                |                                       |
| 14 | 0        | none                                        | 46 | 1 | 243                             |                                       |
| 15 | 3        | 1, 49, 1295029                              | 47 | 6 | 81, 169, 196, 529, 1681, 250000 |                                       |
| 16 | 3        | 9, 16, 128                                  | 48 | 4 | 1, 16, 121, 21904               |                                       |
| 17 | 7        | 8, 32, 64, 512, 79507, 140608, 143384152904 | 49 | 3 | 32, 576, 274576                 |                                       |
| 18 | 3        | 9, 225, 343                                 | 50 | 0 | none                            |                                       |
| 19 | 5        | 8, 81, 125, 324, 503284356                  | 51 | 2 | 49, 625                         |                                       |
| 20 | 2        | 16, 196                                     | 52 | 1 | 144                             |                                       |
| 21 | 2        | 4, 100                                      | 53 | 2 | 676, 24336                      |                                       |
| 22 | 2        | 27, 2187                                    | 54 | 2 | 27, 289                         |                                       |
| 23 | 4        | 4, 9, 121, 2025                             | 55 | 3 | 9, 729, 175561                  |                                       |
| 24 | 5        | 1, 8, 25, 1000, 542939080312                | 56 | 4 | 8, 25, 169, 5776                |                                       |
| 25 | 2        | 100, 144                                    | 57 | 3 | 64, 343, 784                    |                                       |
| 26 | 3        | 1, 42849, 6436343                           | 58 | 0 | none                            |                                       |
| 27 | 3        | 9, 169, 216                                 | 59 | 1 | 841                             |                                       |
| 28 | 7        | 4, 8, 36, 100, 484, 50625, 131044           | 60 | 4 | 4, 196, 2515396, 2535525316     |                                       |
| 29 | 1        | 196                                         | 61 | 2 | 64, 900                         |                                       |
| 30 | 1        | 6859                                        | 62 | 0 | none                            |                                       |
| 31 | 2        | 1, 225                                      | 63 | 4 | 1, 81, 961, 183250369           |                                       |
| 32 | 4        | 4, 32, 49, 7744                             | 64 | 4 | 36, 64, 225, 512                |                                       |

## ピライの予想
| 各正の整数が累乗数の差として現れる回数は高々有限回か？ |

ピライの予想（英: Pillai's conjecture）は、累乗数（オンライン整数列大辞典の数列 A001597）の一般的な違いに関するものである。これは、スバッヤ・ピライが最初に提示した未解決問題であり、累乗数の列の差は無限大になる傾向があるという予想である。この予想は、各正の整数が累乗数の差として有限回しか現れないと言い換えられる。より一般に、1931年に、ピライは、固定された正の整数 A, B, C に対して、方程式 {\displaystyle Ax^{n}-By^{m}=C} は有限の数の解 (x, y, m, n) しか持たないことを予想した。ただし、解は (m, n) ≠ (2, 2) とする。ピライは、1未満の λ について、差 {\displaystyle |Ax^{n}-By^{m}|\gg x^{\lambda n}} は m と n で均一になることを証明した。
この一般化された予想はABC予想から導かれると考えられている。
ポール・エルデシュは、いくつかの正の定数 c とすべての十分に大きな n に対して、累乗数の昇順列 {\displaystyle (a_{n})_{n\in \mathbb {N} }} が {\displaystyle a_{n+1}-a_{n}>n^{c}} を満たすと予想した。